# Narzeczona księcia

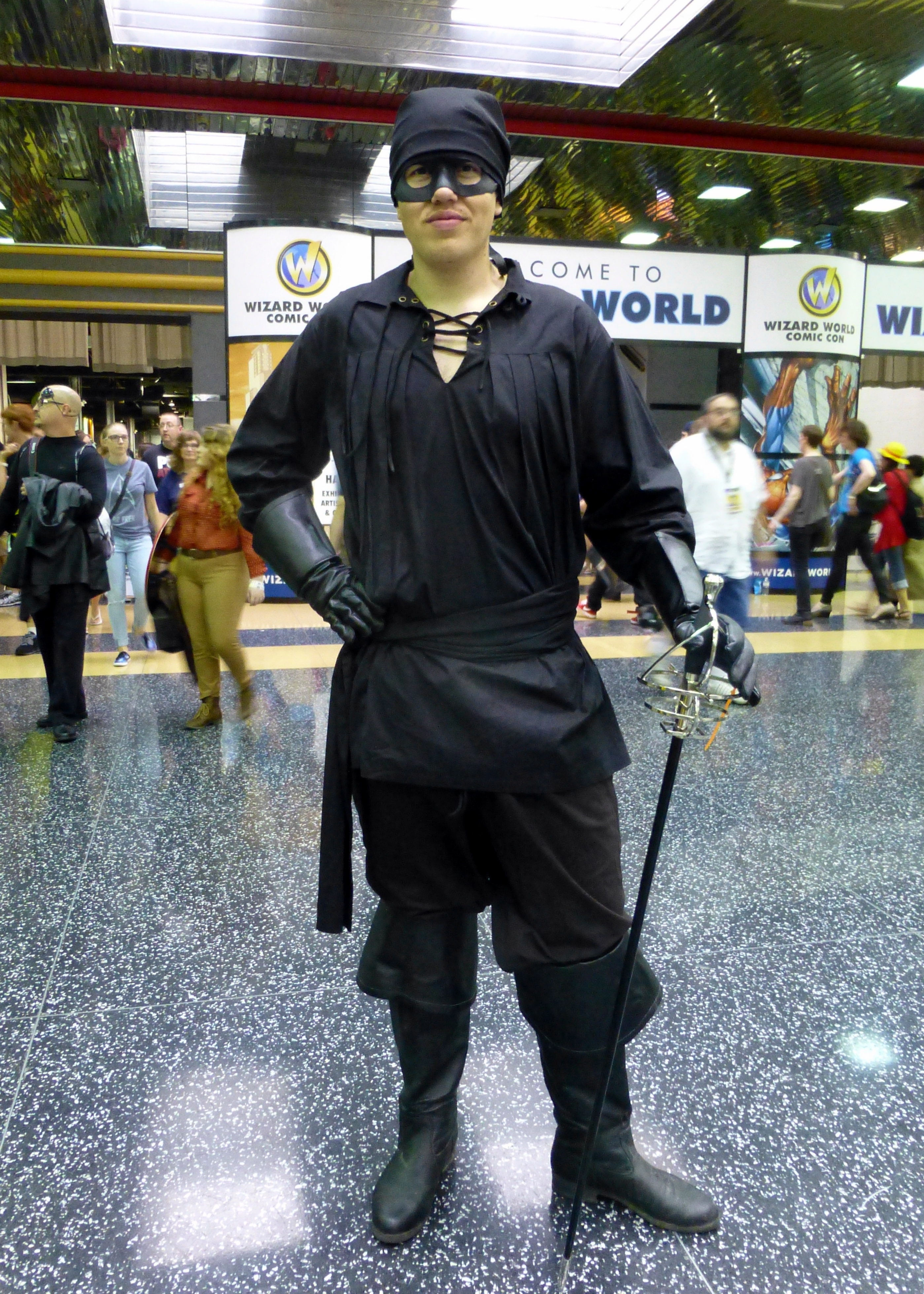
Cosplay Pirata Robertsa z filmu powstałego na bazie książki.

Narzeczona księcia (ang. The Princess Bride) – powieść Williama Goldmana z 1973 roku. Książka jest pastiszem awanturniczej powieści fantasy, połączoną z romansem i komedią. Oryginalnie została wydana w USA przez Harcourt Brace Jovanovich. Po raz pierwszy w Polsce została wydana w 1995 roku nakładem wydawnictwa Prószyński i S-ka. Drugiego wydania doczekała się w 2018 roku, nakładem Wydawnictwa Jaguar. Powieść powstała po tym, jak autor spytał swoje córki, o czym chciałyby, aby napisał. Jedna odpowiedziała, że ma być to powieść o księżniczce, a druga – o pannie młodej.
W 1987 roku powieść została zekranizowana, a autorem scenariusza filmu zatytułowanego Narzeczona dla księcia był William Goldman.

## Konstrukcja
Powieść zawiera skróconą wersję fikcyjnej książki autorstwa S. Morgensterna. Opowieść jest przeplatana historią powstania współczesnej wersji oraz streszczeniem pominiętych fragmentów dzieła Morgensterna. Narrator daje do zrozumienia, że historia, którą przedstawia czytelnikom, jest pozbawioną dłużyzn wersją powieści, którą czytał mu jej ojciec.

## Fabuła
W erze renesansu, w państwie Florin mieszka Buttercup (ang. jaskier). Dziewczyna żyje na wsi i jest niebywale piękna. Posiada parobka, któremu cały czas rozkazuje, a ten posłusznie wykonuje jej rozkazy, na każdy z nich odpowiadając „jak sobie życzysz”. Spędza czas jeżdżąc na swoim koniu i nie przejmuje się swoim wyglądem. Gdy dociera do niej, że w odpowiedzi chłopaka kryje się tak naprawdę „kocham cię”, zauważa, że także żywi do niego uczucie. Młodzi dowiadują się wzajemnie o swoim uczuciu. Niestety, Westley jest biedny. Postanawia więc wyruszyć za ocean, aby zarobić i móc utrzymać swoją ukochaną. Wkrótce do Buttercup dociera informacja o jego śmierci – statek Westleya został zaatakowany przez Pirata Robertsa, który nie bierze jeńców.
Pogrążona w rozpaczy Buttercup obiecuje sobie, że już nigdy się nie zakocha, jednocześnie stopniowo zaczynając dbać o siebie, co sprawia, że staje się najpiękniejszą kobietą epoki. Wkrótce dziewczyna zostaje narzeczoną księcia Humperdinck, którego tak naprawdę nie kocha. Kilka lat później ma odbyć się ich ślub. Niestety, dziewczyna zostaje porwana, nim do niego dochodzi.